# Ferri-catoforite
La ferri-catoforite (simbolo IMA: Fktp) è un raro minerale del supergruppo dell'anfibolo, all'interno del quale viene collocato nel "gruppo degli anfiboli con W(OH,F,Cl)-dominante" e da lì al sottogruppo degli anfiboli di sodio-calcio dove occupa un posto nel "gruppo contenente la radice catoforite nel nome"; essendo un anfibolo, appartiene agli inosilicati e pertanto alla famiglia minerale dei "silicati", e possiede composizione chimica Na(NaCa)(Mg4Fe3+)(Si7Al)O22(OH)2.
La ferri-catoforite è definita con:
- catione sodio dominante in posizione A
- catione magnesio bivalente (Mg2+) dominante in posizione C2+
- catione ferro ferrico (Fe3+) dominante in posizione C3+
- anione idrossile (OH-) dominante in posizione W.

## Etimologia e storia
Il minerale è stato analizzato in base a un campione raccolto tramite un carotaggio effettuato a capo Turiy nella penisola di Kola (in Russia) e classificato col nome di magnesioferricatoforite in base alla nomenclatura degli anfiboli del 1997. La revisione della nomenclatura del 2012 ha ridefinito il minerale e cambiato il nome in ferri-catoforite.

## Classificazione
La classica nona edizione della sistematica dei minerali di Strunz, aggiornata dall'Associazione Mineralogica Internazionale (IMA) fino al 2009, elenca la ferri-catoforite come ferri-magnesiocatoforite e la colloca nella classe "9. Silicati (germanati)" e da lì nella sottoclasse "9.D Inosilicati"; questa viene suddivisa più finemente in base alla struttura cristallina del minerale, in modo tale che la ferri-catoforite (ferri-magnesiocatoforite) possa essere trovata nella sezione "9.DE Inosilicati con catene doppie di periodo 2, Si4O11; clinoanfiboli" dove forma il sistema nº 9.DE.20.
Tale classificazione viene mantenuta anche nell'edizione successiva, proseguita dal database "mindat.org" e chiamata Classificazione Strunz-mindat.
Anche la classificazione dei minerali secondo Dana, usata principalmente nel mondo anglosassone, elenca la ferri-catoforite nella famiglia dei silicati; qui è nella classe degli "inosilicati: catene doppie non ramificate, W=2" e nella sottoclasse degli "inosilicati: catene doppie non ramificate, configurazione anfibolo W=2" dove forma il "gruppo 3, gli anfiboli sodico-calcici" con il numero di sistema 66.01.03b.

## Abito cristallino
La ferri-catoforite cristallizza nel sistema monoclino nel gruppo spaziale C2/m (gruppo nº 12) con le costanti di reticolo a = 9,875(5) Å, b = 18,010(8) Å, c = 5,309(3) Å e β = 104,39(5)°, oltre ad vere 2 unità di formula per cella unitaria.

## Origine e giacitura
La ferri-catoforite è stata trovata nella calcite carbonatite contenente anche apatite, flogopite, anfiboli vari e pirrotite.
Il minerale è piuttosto raro ed è stato trovato solo in pochi siti sparsi per il mondo.

## Forma in cui si presenta in natura
La ferri-catoforite è stata trovata sotto forma di cristalli prismatici lunghi fino a 7 mm. Il minerale è traslucido e ha colore verde scuro.

## Proprietà ottiche
La ferri-catoforite mostra un visibile pleocroismo con colori da giallo a marrone chiaro lungo {\displaystyle x}, marrone verdastro o marrone scuro lungo {\displaystyle y} e da arancione a marrone verdastro lungo {\displaystyle z}.